# Storgatan 30, Ludvika

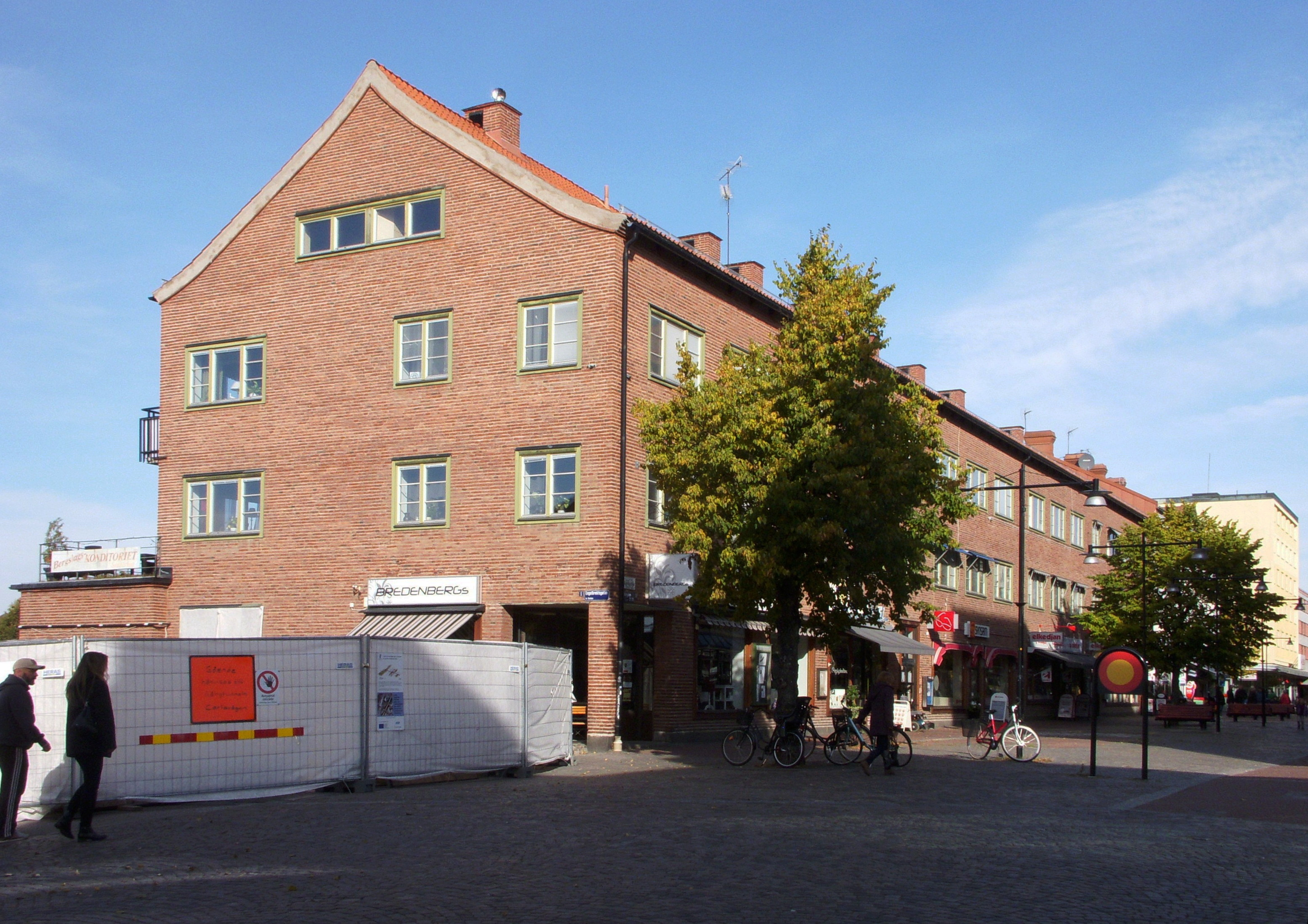
Ludvika Storgatan 30 i oktober 2013.

Storgatan 30 är ett affärs- och bostadshus vid Storgatan i kvarteret Banken i Ludvika. Byggnaden ritades av arkitekten Cyrillus Johansson och invigdes 1936. Fastigheten ägs idag av det kommunala bostadsföretaget Ludvikahem.

## Bakgrund
Cyrillus Johansson var Ludvikas stadsarkitekt åren 1931–1941, som sådan ritade han även några byggnader i staden, bland dem Ludvika stadshus (klart 1934), affärs- och bostadshus vid Storgatan 18 och 30 (klart 1935 respektive 1936), Sagahuset vid Storgatan 39 (klart 1939) och Ludvika järnvägsstation (klart 1939). 

## Byggnad

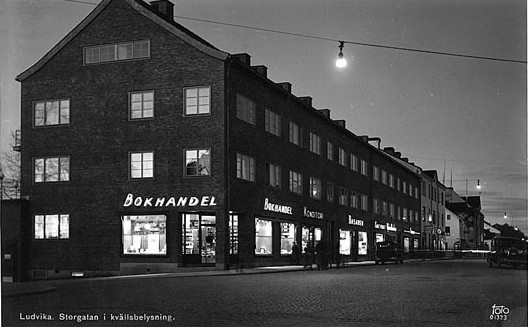
Storgatan 30 på 1950-talet.

Affärs- och bostadshuset Storgaten 30 uppfördes i hörnet Engelbrektsgatan / Storgatan, inte långt från järnvägsstationen, alltså med bra affärsläge. Uppdragsgivaren var Uplands enskilda bank, varför kvarteret fick namnet ”Banken”. Uplands enskilda bank hade en filial i bottenvåningen, på hörnet fanns fram till 1990-talet Hesselgrens bokhandel och intill öppnade Bergslagskonditoriet, som ligger än idag i samma lokaler med samma neonskylt på fasaden. Andra hyresgäster var Ludvika kraftverk och Ludvika-basaren samt Konsumtionsföreningen. I de övre våningsplanen inrättades lägenheter med en till fyra rum och kök. Lägenheterna hade för tiden god standard med modern utrustning, till exempel kylskåp, elektriska spisar samt dusch- och badrum med vattenklosett. Mot baksidan anordnades balkonger och konditoriets uteplats med utsikt över sjön Väsman. 
Exteriört kännetecknas byggnaden av röda tegelfasader med ojämnt brända tegelstenar som lades med breda horisontella fogar. Det gav enligt Johansson liv i fasaden. En liknande  gestaltningsidé hade han tillämpat 1931 vid  Centrumhuset i Stockholm och vid sin egen bostad, Villa Arken på Lidingö. Sadeltaket ritade Johansson lätt utsvängt, förstärkt genom en bred pustlist, som följer svängen. Huset med sina grönmålade fönster är i stort sett oförändrat.

## Bilder

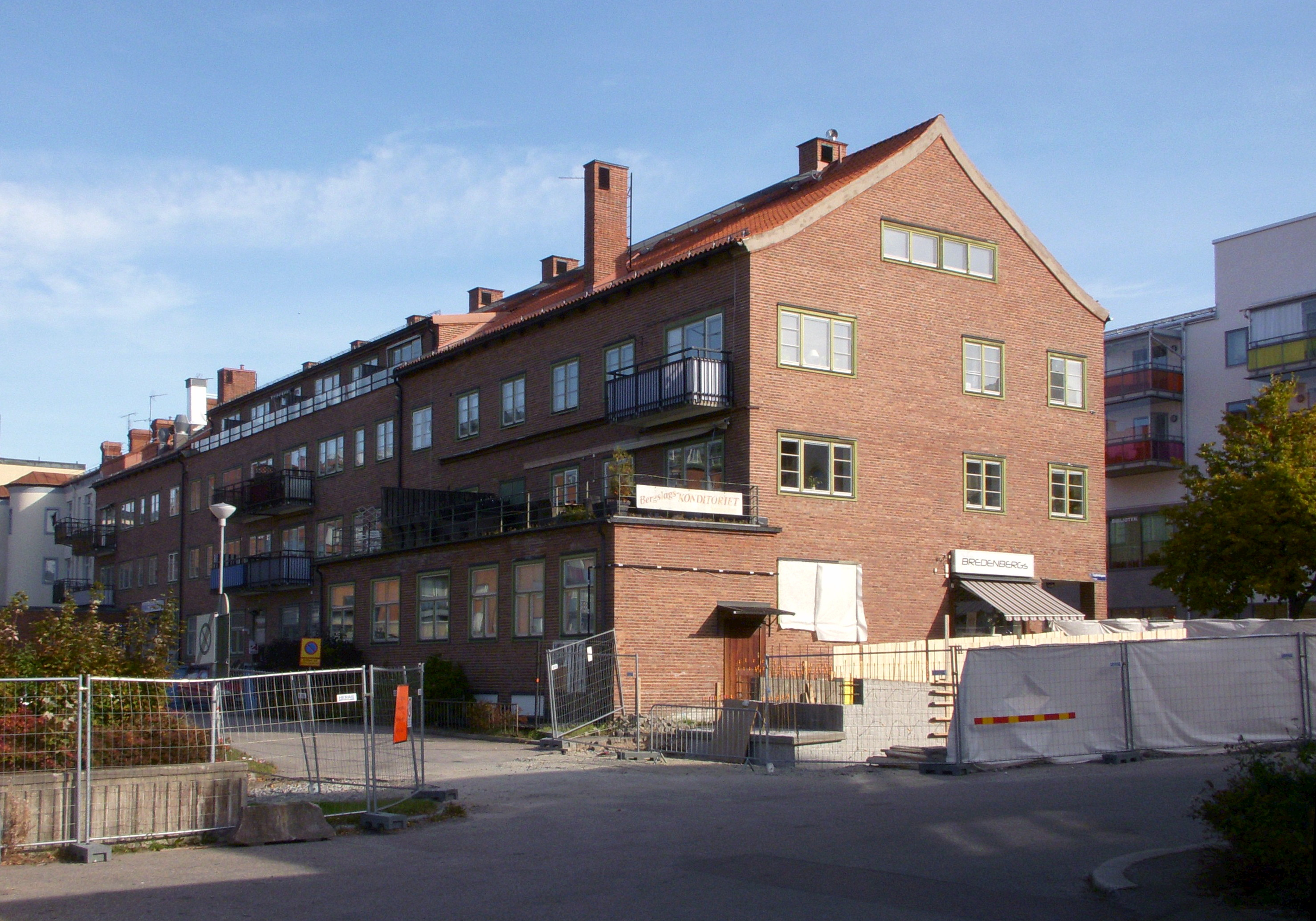
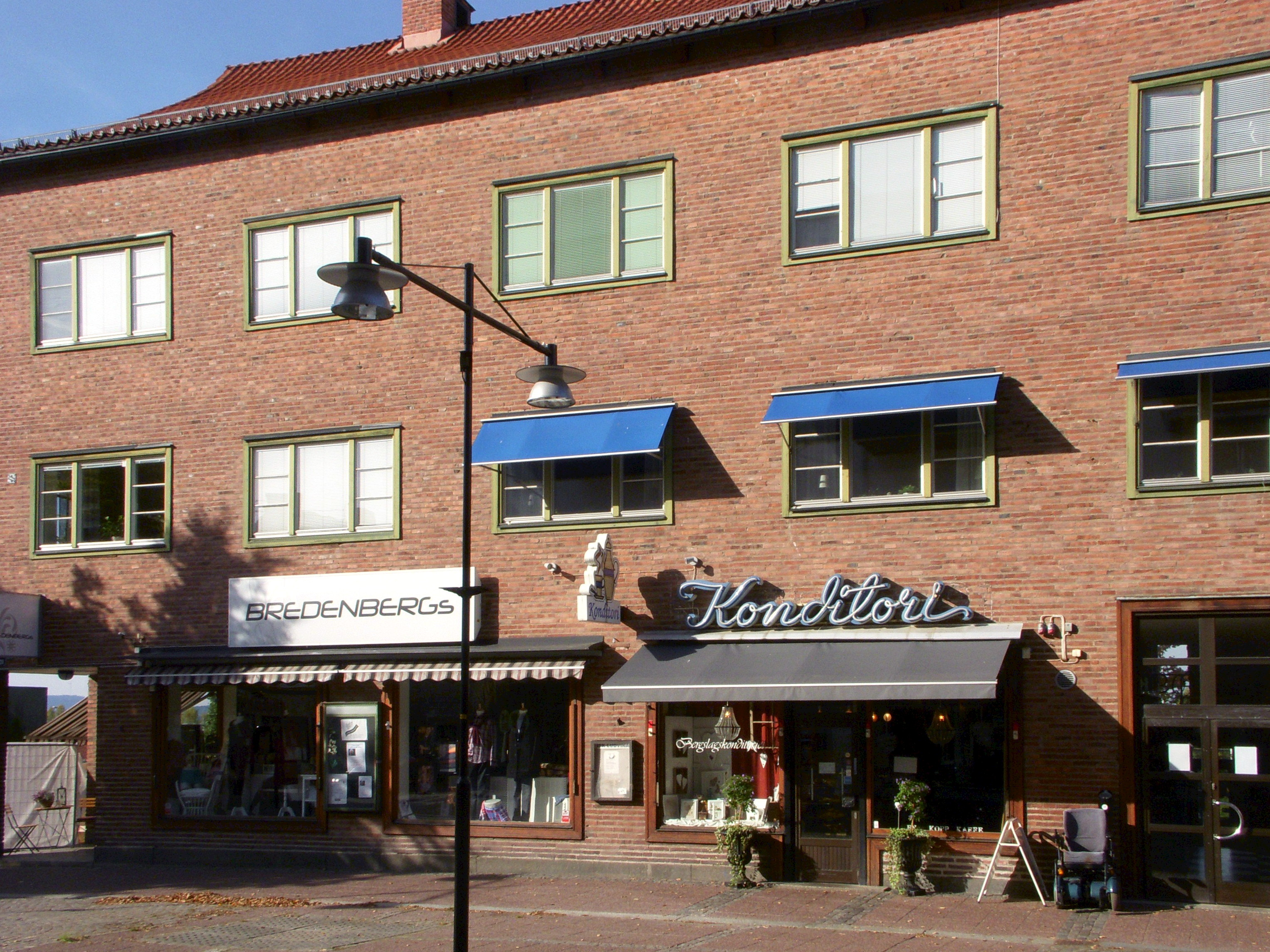
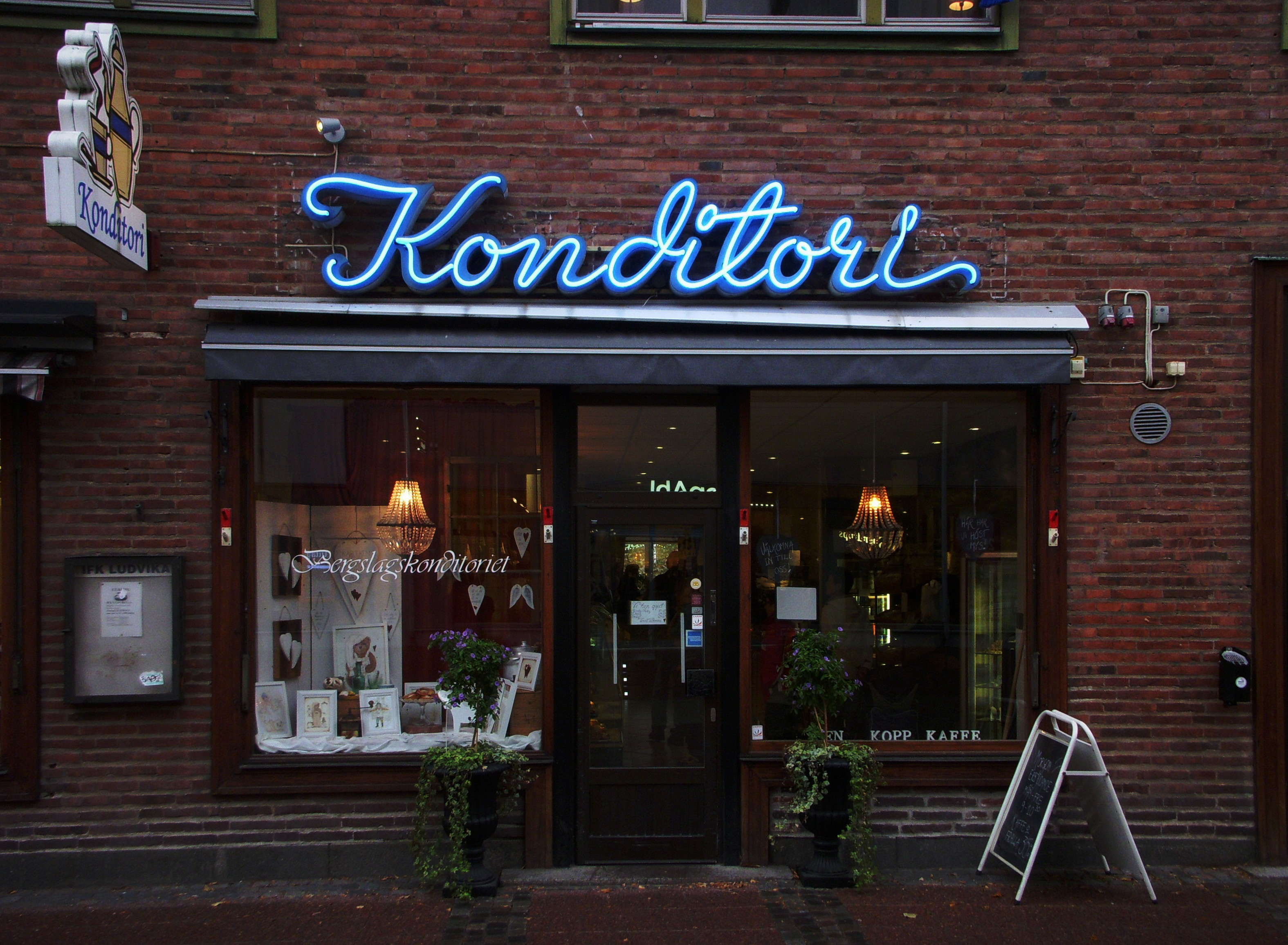
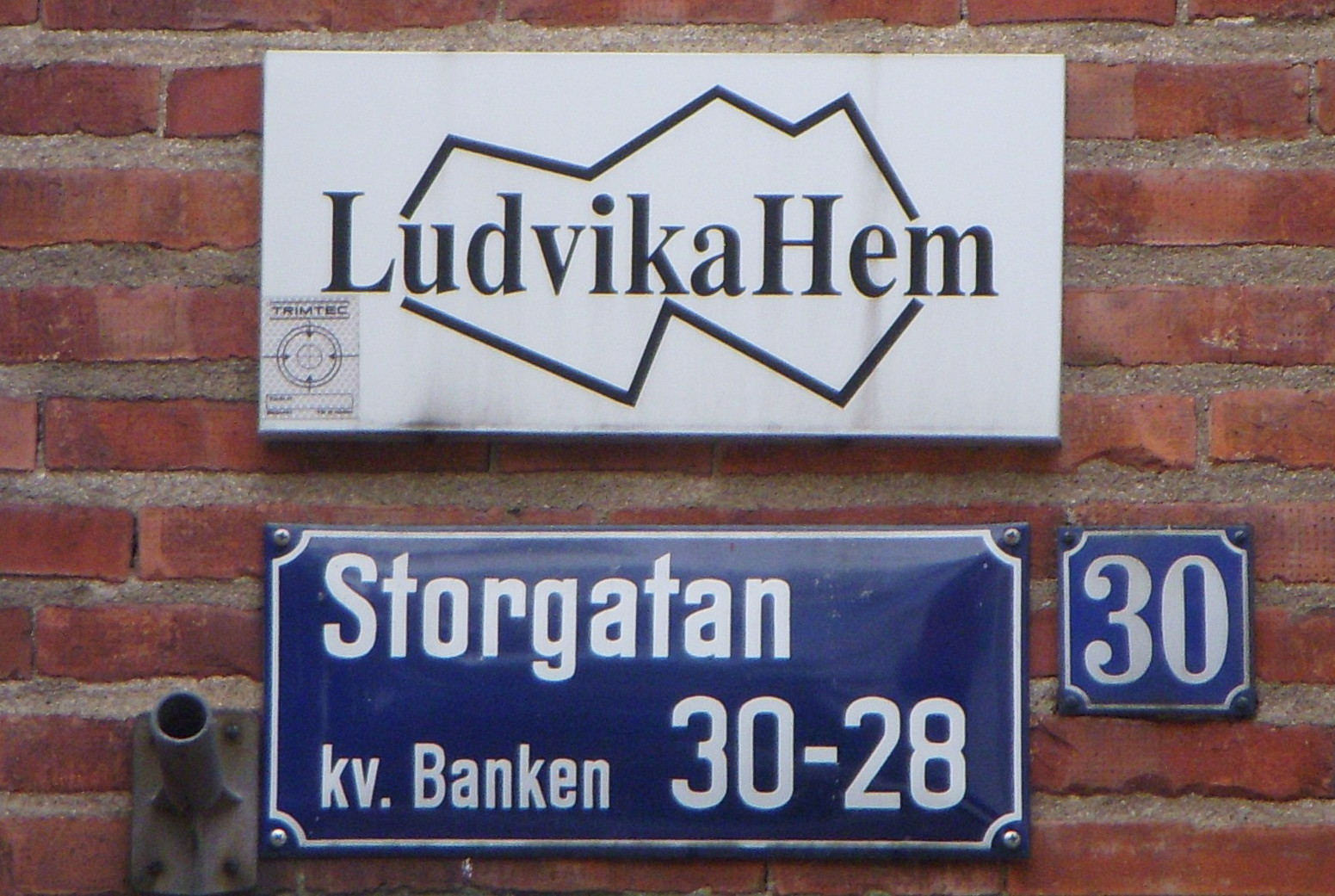